# Streifenskunks
Die Streifenskunks (Mephitis) sind eine in Nord- und Mittelamerika lebende Raubtiergattung aus der Familie der Skunks oder Stinktiere (Mephitidae). Es werden zwei Arten unterschieden:
- der Streifenskunk (Mephitis mephitis), der im südlichen Kanada, in nahezu den gesamten USA und im nördlichen Mexiko verbreitet ist, und
- der Haubenskunk (Mephitis macroura), dessen Verbreitungsgebiet vom Südwesten der USA über Mexiko bis Costa Rica reicht.

## Merkmale
Das Fell der Streifenskunks ist überwiegend schwarz gefärbt. Die Oberseite des Kopfes ist weiß, entlang des Rückens verläuft der namensgebende Streifen. Beim Streifenskunk verlaufen entlang des Rückens oder der Flanken zwei Streifen, die an der Schwanzwurzel wieder zusammenzutreffen und ein schwarzes Rückenfeld umrahmen. Beim Haubenskunk gibt es zwei Farbmorphen: bei der häufigeren erstreckt sich ein einzelner breiter, weißer Streifen entlang des Rückens, bei der selteneren ist der ganze Rücken mit Ausnahme zweier schmaler Flankenstriche schwarz gefärbt. Der Schwanz ist buschig und ebenfalls schwarz-weiß gemustert. Der Körperbau ist langgestreckt, die Gliedmaßen sind kurz und stämmig. Die Füße enden in jeweils fünf Zehen, die Vorderpfoten sind mit langen, gebogenen Krallen versehen. Die Schnauze ist kurz und breit, die Augen sind klein, ebenso die abgerundeten Ohren.
Diese Tiere erreichen eine Kopfrumpflänge von 28 bis 38 Zentimeter, der buschige Schwanz wird beim Streifenskunk bis zu 25 Zentimeter und beim Haubenskunk bis zu 40 Zentimeter lang. Das Gewicht dieser Tiere variiert zwischen 0,7 und 2,5 Kilogramm, wobei die Männchen etwas schwerer werden als die Weibchen.

## Lebensweise

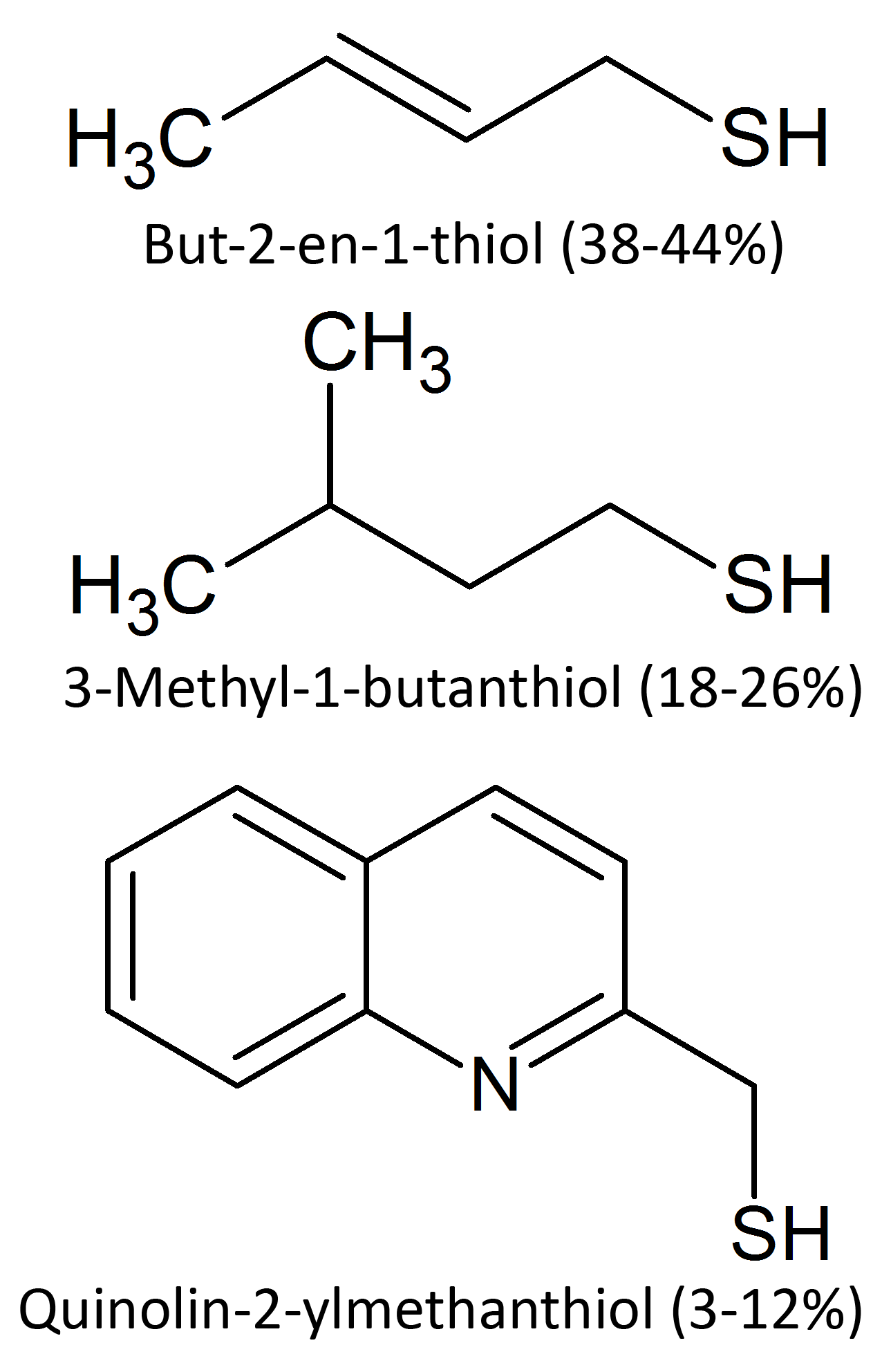
Thiole im Drüsensekret der Streifenskunks. Sie sind verantwortlich für den Geruch des Sekrets.

Streifenskunks bewohnen eine Reihe von Lebensräumen, man findet sie sowohl in Wäldern, in Grasländern und auch in trockenen Gebieten wie Wüsten. Bis zu einem gewissen Grad sind sie auch Kulturfolger, die sich in landwirtschaftlich genutzten Gebieten und manchmal auch in Städten niederlassen.
Streifenskunks leben überwiegend einzelgängerisch und gehen allein auf Nahrungssuche. Die Reviere der Weibchen umfassen rund 110 bis 400 Hektar, die der Männchen sind deutlich größer. Sie sind vorwiegend dämmerungs- oder nachtaktiv und verbringen den Tag in selbstgegrabenen Bauen oder anderen Verstecken, manchmal auch in Gebäuden. In den nördlichen Regionen ihres Verbreitungsgebietes halten sie Winterruhe und ziehen sich für mehrere Wochen in einen Bau zurück. Während dieser Winterruhe findet man oft mehrere dieser sonst einzelgängerischen Tiere gemeinsam in einem Bau.
Wie alle Skunks besitzen Streifenskunks Analdrüsen, aus denen sie im Angriffsfall ein streng riechendes Sekret versprühen können. Die kontrastreiche Färbung dient bereits der Warnung von Fressfeinden, um die Drohung zu unterstreichen, stampfen sie mit den Beinen und fletschen die Zähne. Nützt dies nichts, drehen sie ihr Hinterteil dem Angreifer zu und verströmen ihr Sekret, wobei sie 2 bis 3 Meter weit spritzen können und vorwiegend auf das Gesicht des Feindes zielen.

## Nahrung
Streifenskunks sind opportunistische Allesfresser, die sowohl kleine Wirbeltiere wie Nagetiere, Echsen und Lurche als auch Insekten, Krebstiere und andere Wirbellose sowie pflanzliches Material wie Früchte, Nüsse, Blätter und Samen zu sich nehmen. Die Ernährung schwankt saisonal, im Sommer fressen sie vermehrt Früchte und Insekten, im Winter dagegen stärker Nagetiere und andere kleine Tiere. Im Herbst legen sie für die kalte Jahreszeit einen Fettvorrat an.

## Fortpflanzung
Die Paarung erfolgt zwischen Februar und April, zwischen Mai und Juni bringt das Weibchen dann durchschnittlich vier bis fünf Jungtiere zur Welt. Die Trächtigkeitsdauer beträgt zwischen 60 und 80 Tagen, eine Keimruhe nimmt allerdings einen Teil dieser Zeit ein, sodass die eigentliche Tragzeit kürzer ist.
Neugeborene Streifenskunks sind zunächst blind und hilflos, ihre Augen öffnen sich mit drei Wochen und nach acht bis zehn Wochen werden sie entwöhnt. Im Herbst trennen sie sich von ihrer Mutter, im darauffolgenden Frühling pflanzen sie sich das erste Mal fort.
Die Lebenserwartung dieser Tiere ist relativ gering. 90 % aller Streifenskunks überleben den ersten Winter nicht, insgesamt werden sie in freier Wildbahn selten älter als zwei bis drei Jahre. In menschlicher Obhut können sie ein Alter von sechs, in Ausnahmefällen von bis zu 12 Jahren erreichen.

## Systematik
Zur Gattung der Streifenskunks gehören folgende zwei rezente Arten:
| Deutscher Name | Wissenschaftlicher Name              | Verbreitung                           | Gefährdungsstufe Rote Liste der IUCN | Anmerkungen | Bild                              |
| -------------- | ------------------------------------ | ------------------------------------- | ------------------------------------ | --- | --------------------------------- |
| Streifenskunk  | Mephitis mephitis (Schreber, 1776)   | Verbreitungsgebiet des Streifenskunks | (Least Concern – nicht gefährdet)    | 13 Unterarten Sein Verbreitungsgebiet erstreckt sich vom mittleren und südlichen Kanada über weite Teile der USA bis zum nördlichen Mexiko. | Streifenskunk (Mephitis mephitis) |
| Haubenskunk    | Mephitis macroura Lichtenstein, 1832 | Verbreitungsgebiet des Haubenskunks   | (Least Concern – nicht gefährdet)    | 4 Unterarten Sein Verbreitungsgebiet erstreckt sich von der südlichen USA bis zum nordwestlichen Costa Rica                                 | Haubenskunk (Mephitis macroura)   |

Die wissenschaftliche Erstbeschreibung der Gattung stammt von Étienne Geoffroy Saint-Hilaire aus dem Jahr 1795, der als Typusart den Streifenskunk (damals [Viverra] mephitis) wählte.
Die Streifenskunks stellen in ihrer Gesamtheit die Schwestergruppe der ebenfalls in Nord- und Mittelamerika verbreiteten Fleckenskunks (Spilogale) dar, wobei sich die Vorfahren dieser beiden Gattungen vor etwa 12 Millionen Jahren getrennt haben. Die mehr auf Südamerika konzentrierten Weißrüsselskunks (Conepatus) werden diesen gegenübergestellt. Innerhalb der Streifenskunks erfolgte die Radiation zu den heute bekannten Arten vor etwa 3 bis 3,5 Millionen Jahren.

## Streifenskunks und Menschen
Streifenskunks haben wenig natürliche Feinde. Aufgrund ihrer effektiven Verteidigung werden sie sehr selten von größeren Säugetieren angegriffen, eine größere Gefahr stellen Greifvögel oder Eulen dar. Eine weitere häufige Todesursache ist der Automobilverkehr. Trotz allem sind sie häufig und zählen nicht zu den bedrohten Arten.
Das Skunkfell war lange Zeit ein sehr begehrter Modeartikel. Streifenskunks werden heute noch in sehr viel geringerem Umfang als noch vor dem Zweiten Weltkrieg gejagt, sie wurden eine Zeitlang auch in Pelzfarmen gehalten. 
In steigendem Ausmaß werden sie als Heimtiere (Pet skunks) gehalten. Vor allem in den USA (nicht in allen Staaten legal), Deutschland, Österreich und den Niederlanden kann man sie heute kaufen. Züchter geben ihre Tiere für 150 – 400 € ab. Durch die gezielte Zucht gibt es mittlerweile eine Vielzahl von unterschiedlichen Farben wie braun-weiß, champagner-weiß, grau-weiß (smoke) oder weiß (Albino oder BEW (schwarze Augen)). Sie können in Gefangenschaft sehr zahm werden und lassen sich wie eine Katze halten, wobei viele nicht 100%ig stubenrein werden. Damit sie zu Hause nicht sprühen, werden ihnen in der Regel die Analdrüsen entfernt, was aber in den meisten Ländern nicht legal ist und laut einigen Haltern auch nicht notwendig sei.

## Belege
1. ↑  Chemistry of Skunk Spray (Memento des Originals vom 27. Juli 2009 im Internet Archive)  Info: Der Archivlink wurde automatisch eingesetzt und noch nicht geprüft. Bitte prüfe Original- und Archivlink gemäß Anleitung und entferne dann diesen Hinweis.
2. ↑  Mephitis mephitis in der Roten Liste gefährdeter Arten der IUCN 2008. Eingestellt von: F. Reid, K. Helgen, 2008. Abgerufen am 28. Dezember 2011..
3. 1 2  Don E. Wilson & DeeAnn M. Reeder (Hrsg.): Mephitidae in Mammal Species of the World. A Taxonomic and Geographic Reference (3rd ed).
4. ↑  Mephitis macroura in der Roten Liste gefährdeter Arten der IUCN 2008. Eingestellt von: A.D. Cuarón, F. Reid, K. Helgen, 2008. Abgerufen am 28. Dezember 2011..
5. 1 2 3  Katrin Nyakatura, Olaf RP Bininda-Emonds: Updating the evolutionary history of Carnivora (Mammalia): a new species-level supertree complete with divergence time estimates. BMC Biology 10, 2012. doi:10.1186/1741-7007-10-12
6. ↑  Don E. Wilson & DeeAnn M. Reeder (Hrsg.): Mephitis (Memento des Originals vom 21. September 2016 im Internet Archive)  Info: Der Archivlink wurde automatisch eingesetzt und noch nicht geprüft. Bitte prüfe Original- und Archivlink gemäß Anleitung und entferne dann diesen Hinweis. in Mammal Species of the World. A Taxonomic and Geographic Reference (3rd ed).